# Nototriche sleumeri
Nototriche sleumeri är en malvaväxtart som beskrevs av Antonio Krapovickas. Nototriche sleumeri ingår i släktet Nototriche och familjen malvaväxter. Inga underarter finns listade i Catalogue of Life.